# Frans Bertil Wallberg

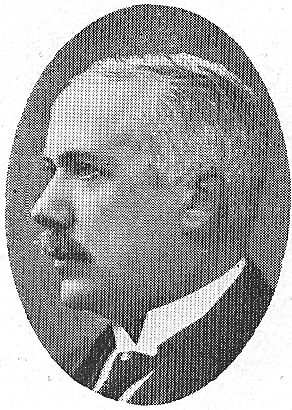
F. B. Wallberg

Frans Bertil Wallberg, född 7 augusti 1862 i Österlöv, Kristianstads län, död 28 april 1935 i Ängelholm, var en svensk arkitekt.

## Biografi
Frans Bertil Wallberg började sina studier vid Malmö tekniska elementarskola, fortsatte i Berlin vid Bauakademie, gjorde studieresor i Tyskland och Österrike, hade anställning på ritkontor i Berlin och därefter i Stockholm hos Ullrich & Hallquisth. Han verkade som privatarkitekt i Östersund innan han bosatte sig i Båstad. Han deltog i flera pristävlingar och vann fyra förstapris, bland annat för Östersunds rådhus och för en svensk kyrka jämte församlingshus i Berlin.
Wallbergs främsta verk fram till början av 1900-talet var det nämnda rådhuset i Östersund. Vid tävlingen 1907, där han utgick som segrare, blev hans ritning av fackmän omtalad som något av "det bästa, som af modern svensk arkitektur hittills framkommit". Den monumentala byggnaden (fullbordad 1912) dominerar i stadsbilden på ett verksamt och på samma gång måttfullt sätt; den är hållen i alltigenom svensk karaktär, fast och kraftigt, i väl avvägda, måleriskt grupperade massor, alla detaljer i det yttre liksom i det inre är konstnärligt gediget, omsorgsfullt och karaktärsfullt utarbetade, i stor utsträckning av jämtska arbetare.
Bland hans övriga självständigt utförda verk är det gamla Jämtlands bibliotek, numera Ahlberghallen i Östersund (ritningar 1910, fullbordat 1912), Tingshus i Strömsund (1910) och i Sundsvall (1913), Jämtlands läns sinnesslöanstalt i Bräcke (1915), Telegrafhus i Ånge (1919), Svenska Handelsbankens hus i Östersund och flera privata byggnader. Ett av hans senare verk är Jämtlands Läns Museum invigt 1930.

## Bilder

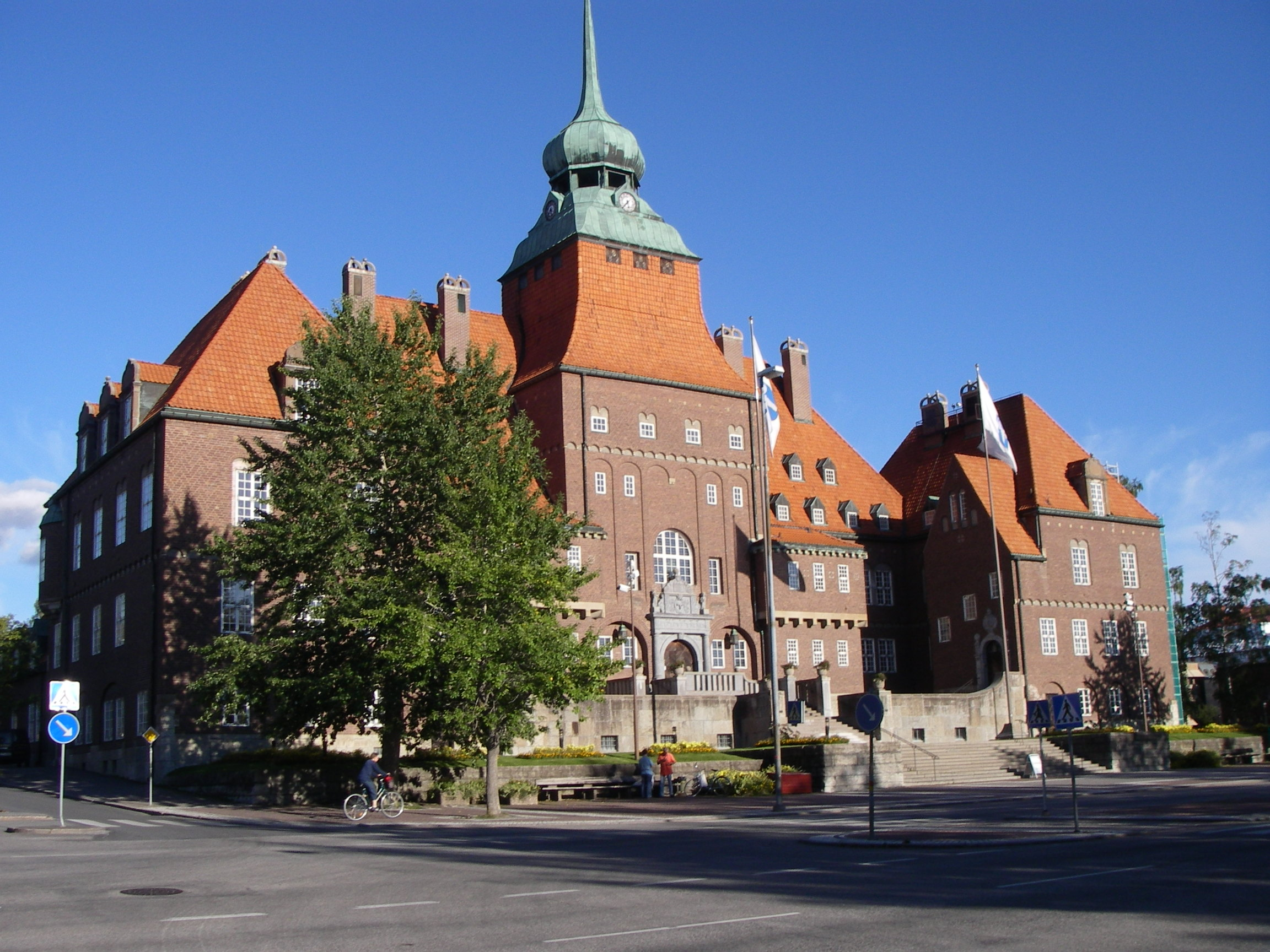
Östersunds rådhus
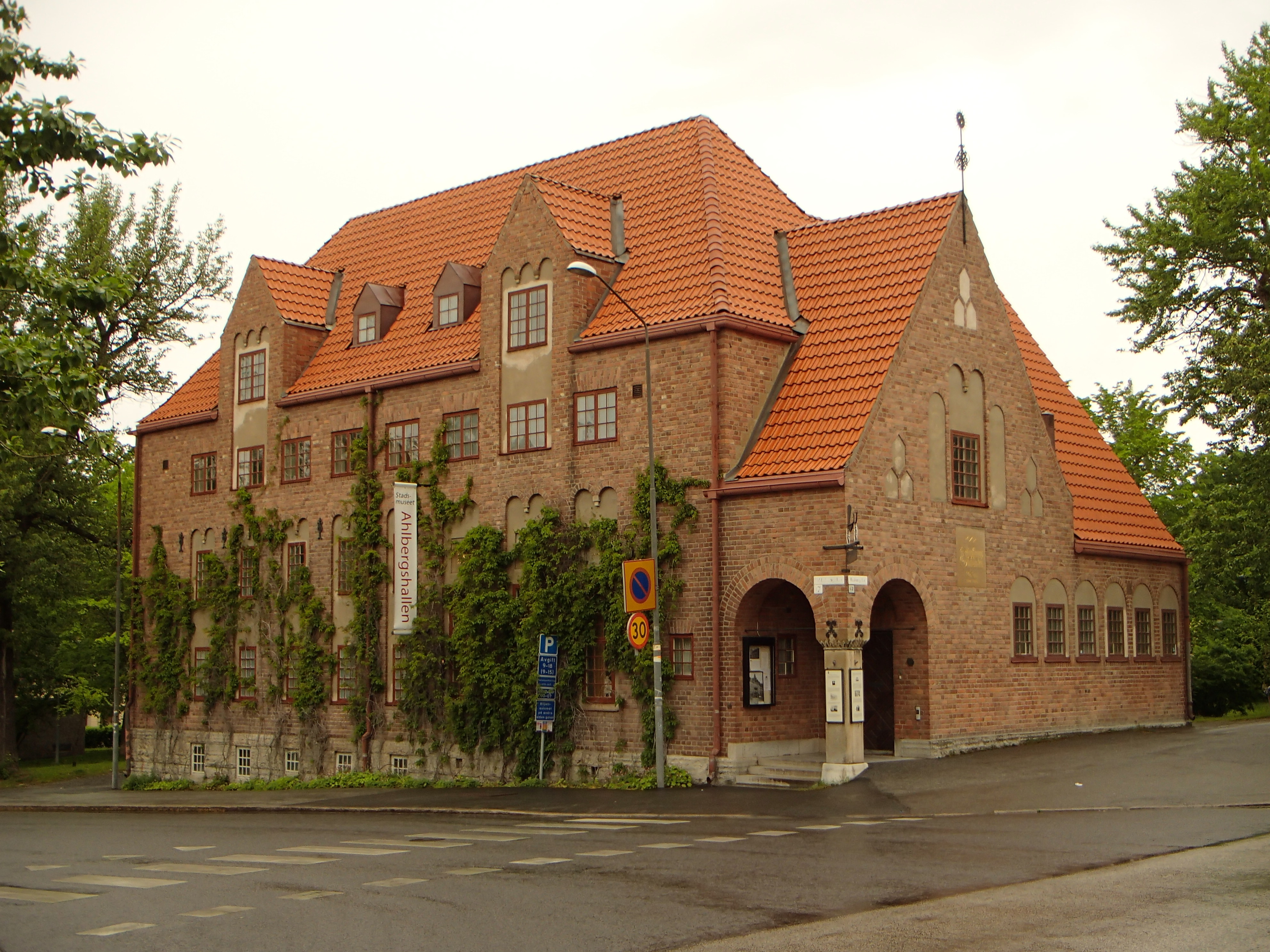
Jämtlands bibliotek
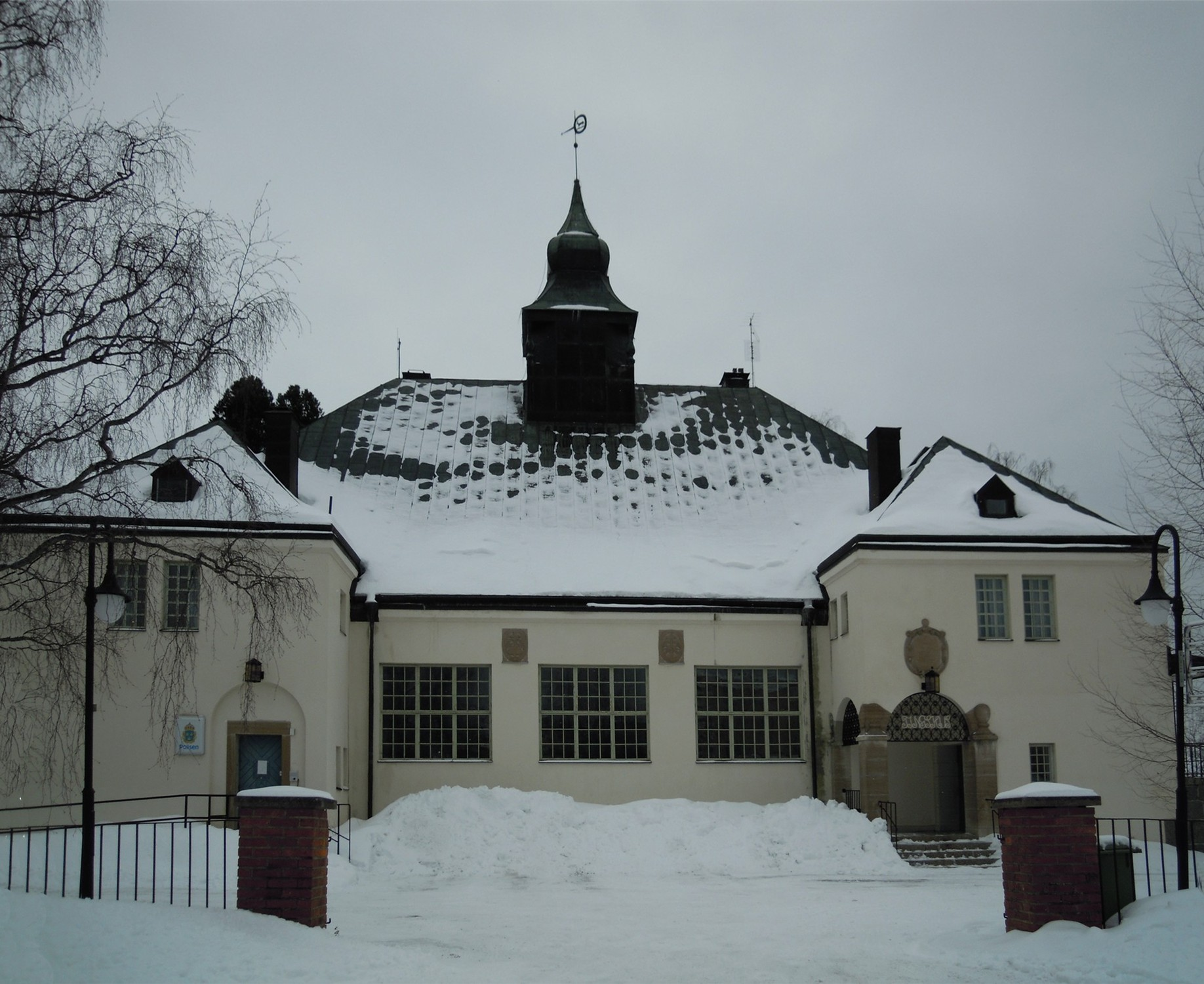
Tingshuset i Strömsund
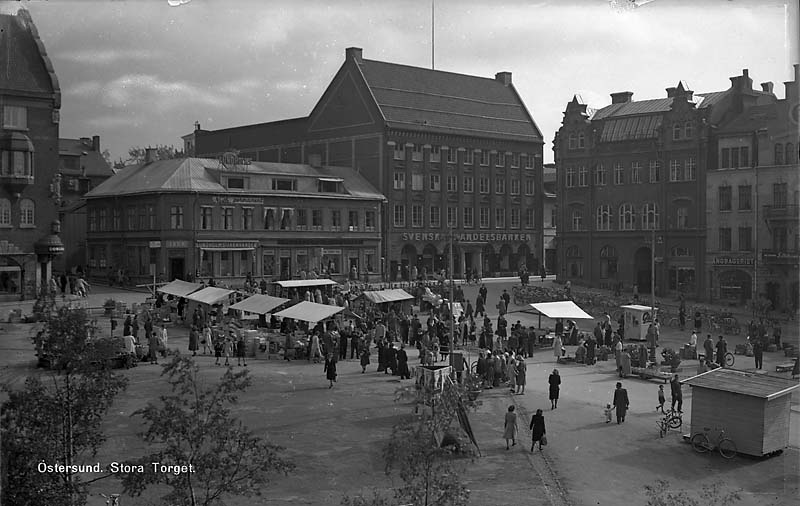
Handelsbankens hus, Östersund